# Glitjärnen (Särna socken, Dalarna)
Glitjärnen är en sjö i Älvdalens kommun i Dalarna och ingår i Dalälvens huvudavrinningsområde. Sjön har en area på 0,44 kvadratkilometer och ligger 461,9 meter över havet.

## Delavrinningsområde
Glitjärnen ingår i det delavrinningsområde (684998-135322) som SMHI kallar för Utloppet av Glitjärnen. Medelhöjden är 464 meter över havet och ytan är 1,14 kvadratkilometer. Det finns inga avrinningsområden uppströms utan avrinningsområdet är högsta punkten. Vattendraget som avvattnar avrinningsområdet har biflödesordning 3, vilket innebär att vattnet flödar genom totalt 3 vattendrag innan det når havet efter 454 kilometer. Avrinningsområdet består mestadels av skog (19 procent) och sankmarker (43 procent). Avrinningsområdet har 0,44 kvadratkilometer vattenytor vilket ger det en sjöprocent på 38,7 procent.